# Декартова координатна система
В математиката Декартовата координатна система (наричана още правоъгълна координатна система) се използва, за да се определят положенията на точките в равнина (или в някакво пространство) чрез числа. С нейна помощ геометричните фигури се описват с алгебрични уравнения, които се удовлетворяват от координатите на точките.
Идеята за декартовата координатна система принадлежи на френския философ и математик Рене Декарт (1596 – 1650). Той я предлага през 1637 г. в две свои съчинения: „Разсъждение за метода“ и „Геометрия“.

## Двумерна декартова координатна система
Двумерната декартова координатна система се състои от две взаимно перпендикулярни прави, които чрез избиране на положителна посока върху тях се превръщат в оси на системата, пресичащи се в точка О – начало на системата (от лат. origo – „произход“, „начало“, което удобно съвпада и с нулата). Означението е въведено през 1679 г. от Филип де Лаир. Хоризонталната ос Ох се нарича абсцисна ос (от лат. abscissa – "отрязък'), а вертикалната ос Oy – ординатна ос (от лат. ordinatus – „подреден“). Върху всяка ос се избира мерна единица за измерване дължините на отсечките. Мерните единици са еднакви за двете оси.
Положението на всяка точка А в равнината се определя с две координати х и y. Координатата х е равна на дължината на отсечката OB и се нарича абсциса на точката A, а координатата y е равна на дължината на отсечката OC и се нарича ордината на точката. Отсечките OB и OC се определят от правите, прекарани през точката А успоредно на съответните координатни оси Ox и Oy. Записва се: A(x;y).
Двете координатни оси разделят равнината на четири квадранта.
При въртене и при определяне на големината на ъгъл в равнината Oxy за положителна се счита посоката, обратна на часовниковата стрелка, като за нулев се приема ъгълът, чиито две рамене съвпадат с оста Ox. В тази посока се номерират и четирите квадранта.
Ако точката А е в I квадрант, абсцисата и ординатата ѝ са положителни. Ако А е във II квадрант, имаме x < 0, y > 0. В III квадрант имаме x < 0, y < 0, а в IV квадрант – x > 0, y < 0.
Две свойства правят една афинна координатна система декартова:
- системата е ортогонална, т.е. осите ѝ са взаимно перпендикулярни.
- системата е ортонормирана, т.е. единичните ѝ вектори са с равна дължина.

## Тримерна декартова координатна система
Широко приложение намира също и тримерната (пространствената) декартова координатна система, отново въведена от де Лаир, където (освен осите Ox и Oy) имаме и ос Oz, перпендикулярна на равнината Oxy и минаваща през началото на координатната система О. Координатата по тази ос се нарича апликата (от лат. applicata – „приложен“, „добавен“), а оста – апликатна ос.
Положителните посоки на осите се избират така, че при завъртане на оста Ох обратно на часовниковата стрелка на 90° нейната положителна посока да съвпадне с положителната посока на оста Oy, ако завъртането се гледа от страната на положителната посока на Oz. Тази координатна система се нарича дясна. Според правилото на дясната ръка, ако големият палец на дясната ръка се приеме за посоката на Ox, показалецът – за посоката на Oy, а средният пръст – за посоката на Oz, то системата Oxyz е дясна. Аналогичните пръсти на лявата ръка образуват лява координатна система.
Равнините Oxy, Oxz и Oyz разделят пространството на осем октанта.
Положението на произволна точка A в пространството се определя с трите координати x, y и z. Координатата x е равна на дължината на отсечката OB, координатата y – на дължината на отсечката OC, координата z – на дължината на отсечката OD в избраната мярна единица. Отсечките OB, OC и OD се определят от равнините, прекарани през точката A успоредно съответно на равнините yOz, xOz и xOy. Координатата x се нарича абсциса на точката A, координатата y – ордината на точката A, координатата z – апликата на точката A. Записва се така: A(x, y, z).
Обобщение: В n-мерно пространство се работи с n-мерна координатна система и положенията на точките се описват с наредени n-орки от реални числа.